# خودکشی بر اساس جنسیت
تفاوت آماری خودکشی مردان و زنان بسیار زیاد است و نمودار میزان خودکشی موفق و خودکشی ناموفق در بین دو جنس همواره نامتقارن می‌باشد .این تفاوت همچنین از نظر آماری در بین کشورهای مختلف نیز وجود دارد.آمارها حاکی از آن است که میزان خودکشی موفق در میان مردان بالاتر از زنان است.این در حالی است که میزان افکار خودکشی یا ارتکاب خودکشی در میان زنان بیش از مردان می‌باشد .
| درجه | کشور                | مردان | زنان | میزان کل | سال  |
| ---- | ------------------- | ----- | ---- | -------- | ---- |
| ۱    | لیتوانی             | ۶۸٫۱  | ۱۲٫۹ | ۳۸٫۶     | ۲۰۰۵ |
| ۲    | بلاروس              | ۶۳٫۳  | ۱۰٫۳ | ۳۵٫۱     | ۲۰۰۳ |
| ۳    | روسیه               | ۵۸٫۱  | ۹٫۸  | ۳۲٫۲     | ۲۰۰۵ |
| ۴    | اسلوونی             | ۴۲٫۱  | ۱۱٫۱ | ۲۶٫۳     | ۲۰۰۶ |
| ۵    | مجارستان            | ۴۲٫۳  | ۱۱٫۲ | ۲۶٫۰     | ۲۰۰۵ |
| ۶    | قزاقستان            | ۴۵٫۰  | ۸٫۱  | ۲۵٫۹     | ۲۰۰۵ |
| ۷    | لتونی               | ۴۲٫۰  | ۹٫۶  | ۲۴٫۵     | ۲۰۰۵ |
| ...  | ایالات متحده آمریکا | ۱۷٫۷  | ۴٫۵  | ۱۱       | ۲۰۰۵ |